# 问题管理
问题管理（Problem management，简写为PM）是信息技术服务管理的一个过程领域。问题管理的目的是防止问题和因问题而造成事故（Incident）的发生，以最大程度减小反复出现事故（recurring incident）的发生，以此最大程度减小无法避免事故的负面影响。信息技术基础架构库（ITIL）有如下定义：问题是事故的原因。

## 与事故管理的区别
根据信息技术基础架构库（ITIL）的定义，“事故”指的是服务标准操作以外意外的事件（event）（not part of the standard operation of a service）；而“问题”是一个或多个未知原因的事故（The unknown root cause of one or more existing or potential Incidents）。